# Phricotelphusa callianira
Phricotelphusa callianira is een krabbensoort uit de familie van de Gecarcinucidae. De wetenschappelijke naam van de soort is voor het eerst geldig gepubliceerd in 1887 door Johannes Govertus de Man als Telphusa callianira.
Deze zoetwaterkrab is slechts bekend van enkele locaties op de eilanden in de Andamanse Zee voor de zuidkust van Myanmar, ten westen van het schiereiland Malakka. De Man beschreef ze aan de hand van specimens afkomstig uit de mangrove-moerassen van Kisseraing (tegenwoordig Kanmaw Kyun) en de Sullivan-eilanden. In 1999 werd de soort ook aangetroffen op Ko Tachai, een klein geïsoleerd Thais eiland, een kleine 300 kilometer ten zuiden van Kanmaw Kyun.